# اتحاد العمال العرب
اتحاد العمال العرب (بالإنجليزية: Confederation of Arab Workers) وكان يسمى قديما "الاتحاد الدولي لنقابات العمال العرب"، أعلن عن قيامه وأقر دستوره في مؤتمره التأسيسي المنعقد بدمشق في 24 مارس 1956. اشتركت في هذا المؤتمر اتحادات العمال في مصر وسوريا ولبنان والأردن وليبيا، ثم انضم إليه اتحاد عمال عدن والسودان وفي مرحلة تالية اتحاد عمال العراق، وأخيرا انضمت إليه الاتحادات العمالية في الكويت والمغرب والجزائر وبلدان أخرى. جدير بالذكر، أن المملكة العربية السعودية غير ممثلة في اتحاد العمال العرب، حيث يمنع هناك تأسيس اتحادات أو نقابات عمالية.
ويبلغ مجموع المنظمات العمالية المنضمة إلى الاتحاد أربع عشرة منظمة، ويقدر مجموع أعضائه بنحو عشرة ملايين عامل، وهو بهذا يشغل المركز الثالث بين الاتحادات العمالية الدولية، وقد حدد دستور الاتحاد أهدافا بعضها قومي وبعضها دولي والبعض الآخر اقتصادي واجتماعي، وتعبر مجموعة الأهداف للاتحاد عن أهداف القومية العربية في طورها التحرري التقدمي وتلتقي في مجموعة الأهداف الدولية مع مبادئ باندونغ ومبادئ دول عدم الانحياز.
نص الدستور على أن تكون القاهرة مقرا للأمانة العامة للاتحاد و يمكن تبديل هذا المقر بقرار من المؤتمر يصدر بأغلبية ثلثي أصوات المندوبين الحاضرين، وحالياً يتواجد مقر الاتحاد في العاصمة السورية دمشق.
ويتألف الاتحاد من المؤتر العام، والمجلس المركزي ومكتب الامانة العامة.

## الاتحاد الدولي لنقابات العمال العرب
الاتحاد الدولي لنقابات العمال العرب (بالإنجليزية: (The International Confedration of Arab Trade Unions (ICATU ) منظمة نقابية قومية شعبية تضم المنظمات النقابية العمالية العربية في المستوى القومي. تأسست في الرابع والعشرين من شهر آذار / مارس عام 1956 ومركزها دمشق. كان كذلك اسمة وما يزال هذا اسمه /علما انه يتبع للاتحاد العديد من المؤسسات والمعاهد . و 12 اتحاد نقابي مهني عربي ولجان عمل متخصصة توجد مقراتها في العديد من الدول العربية. لذلك اقتضى التنويه ونـأمل النشر
```
  المرحع : اتحاد الوفاء لنقابات العمال و المستخدمين في لبنان
```